# Lista odcinków serialu Rick i Morty
Tutaj znajduje się lista odcinków amerykańskiego serialu telewizyjnego Rick i Morty. Seria ta, stworzona przez Justina Roilanda oraz Dana Harmona, opowiada o przygodach ekscentrycznego, uzależnionego od alkoholu naukowca Ricka Sancheza, któremu towarzyszy jego wnuk Morty. Serial miał swoją premierę w grudniu 2013 roku, od razu zyskując przychylne recenzje krytyków.
| Sezon | Sezon | Odcinki | Odcinki       | Pierwsza emisja      | Pierwsza emisja     | Pierwsza emisja      | Pierwsza emisja  |
| Sezon | Sezon | Odcinki | Odcinki       | Premiera             | Finał               | Premiera             | Finał            |
| ----- | ----- | ------- | ------------- | -------------------- | ------------------- | -------------------- | ---------------- |
|       | 1     | 11      | 11            | 2 grudnia 2013       | 14 kwietnia 2014    | 27 sierpnia 2016     | 27 sierpnia 2016 |
|       | 2     | 10      | 10            | 26 lipca 2015        | 4 października 2015 | 27 sierpnia 2016     | 27 sierpnia 2016 |
|       | 3     | 10      | 1             | 1 kwietnia 2017      | 1 kwietnia 2017     | 5 listopada 2017     | 5 listopada 2017 |
| 9     | 3     | 10      | 30 lipca 2017 | 1 października 2017  | 5 listopada 2017    | 5 listopada 2017     |                  |
|       | 4     | 10      | 5             | 10 listopada 2019    | 15 grudnia 2019     | 22 grudnia 2019      | 22 grudnia 2019  |
| 5     | 4     | 10      | 3 maja 2020   | 31 maja 2020         | 10 czerwca 2020     | 10 czerwca 2020      |                  |
|       | 5     | 10      | 10            | 20 czerwca 2021      | 5 września 2021     | 21 czerwca 2021      | 6 września 2021  |
|       | 6     | 10      | 10            | 4 września 2022      | 11 grudnia 2022     | 5 września 2022      | 12 grudnia 2022  |
|       | 7     | 10      | 10            | 15 października 2023 | 17 grudnia 2023     | 15 października 2023 | 18 grudnia 2023  |

## Sezon pierwszy
| 1 | 1                        | Pilot                                | Pilot                               | Justin Roiland | Dan Harmon Justin Roiland   | 2 grudnia 2013   | 27 sierpnia 2016 |
| Pijany Rick zabiera swojego wnuka Morty'ego na przejażdzkę swoim latającym samochodem. Informuje wnuka o planowanym zniszczeniu ziemi i uczynieniu Morty'ego nowym Adamem. Po przymusowym lądowaniu Rick traci przytomność, a bomba neutronowa uzbraja się. Po zjedzeniu śniadania Rick zabiera wnuka do innego wymiaru aby zebrać nasiona "Megadrzew", które Morty, był zmuszony przemycić w odbytnicy. Jerry i Beth spierają się natomiast o wpływ, jaki Rick wywiera na ich syna. |                          |                                      |                                     | |                             |                  |                  |
| 2 | 2                        | Lawnmower Dog                        | {[link-interwiki                    | |                             |                  |                  |
| reżyseria = John Rice | scenariusz = Ryan Ridley | premiera USA = 9 grudnia 2013        | premiera POL = 27 sierpnia 2016     | opis = Na żądanie Jerry'ego Rick sprawia, że Pimpek – pies rodziny Smithów -staje się mądrzejszy. Niestety pomysł do końca nie wypala i wymyka się spod kontroli. W tym samym czasie Rick i Morty włamują się do snu nauczyciela matematyki tego drugiego, aby zmusić go na poprawę oceny. Scena po napisach: Rick i parodia Koszmaru z ulicy wiązów palą marihuanę w klasie | kolor linii = 9DDBB9 }}     |                  |                  |
| 3 | 3                        | Anatomy Park                         | Park wnętrzności                    | John Rice | Eric Acosta Wade Randolph   | 16 grudnia 2013  | 27 sierpnia 2016 |
| W Boże Narodzenie, Rick wysyła Morty'ego w głąb ciała bezdomnego mężczyzny. W jego wnętrzu okazuje się, że Rick stworzył mikroskopijny "Park wnętrzności", w którym znajdują się różne śmiertelne choroby (parodia Parku Jurajskiego). Rodzice Jerry'ego odwiedzają dom Smithów i przedstawiają nowego członka rodziny. Scena po napisach: Rick kontaktuje się z pracownicą nowego "Parku wnętrzności". |                          |                                      |                                     | |                             |                  |                  |
| 4 | 4                        | "M. Night Shaym-Aliens!"             | Naga prawda                         | Jeff Myers | Tom Kauffman                | 13 stycznia 2014 | 27 sierpnia 2016 |
| Kosmici trzymają Ricka, Jerry'ego i Morty'ego w wirtualnej rzeczywistości, próbując wykraść przepis Ricka na Skoncentrowaną Ciemną Materię. Rick próbuje znaleźć drogę ucieczki, zaś Jerry, niczego nieświadom próbuje sprzedać slogan reklamowy dotyczący jabłek. Scena po napisach: Jerry w rzeczywistym świecie zostaje zwolniony, po przedstawieniu swojego sloganu, a Rick próbuje się upewnić czy już wyszedł z wirtualnej rzeczywistości. |                          |                                      |                                     | |                             |                  |                  |
| 5 | 5                        | Meeseeks and Destroy                 | Skrzynka z Miszukami                | Bryan Newton | Ryan Ridley                 | 20 stycznia 2014 | 27 sierpnia 2016 |
| Główni bohaterowie udają się na przygodę Morty'ego. Jest to przygoda analogiczna do baśni "Jaś i magiczna fasola". Postanawiają ukraść skarb giganta i przekazać go wieśniakom. Niestety gigant umiera, a bohaterowie są oskarżeni o zabójstwo. Na szczęście zostają uniewinnieni i schodząc po ogromnych schodach trafiają do baśniowego pubu, gdzie Morty spotyka króla Fasolkę Tymczasem Beth, Summer i Jerry używają skrzynki Miszuków – niebieskich stworzeń spełniających jedną prośbę, po czym wybuchają. Jerry poprosił aby Miszuk pomógł mu ulepszyć grę w golfa, co jednak nie jest zbyt prostym zadaniem. Scena po napisach: Dwóch wieśniaków znajduje zdjęcia obciążające króla fasolkę, które spalają, aby zachować dobre imię króla. |                          |                                      |                                     | |                             |                  |                  |
| 6 | 6                        | Rick Potion #9                       | Eliksir miłości                     | Stephen Sandoval | Justin Roiland              | 20 stycznia 2014 | 27 sierpnia 2016 |
| Morty chce iść na tańce w swojej szkole z koleżanką z klasy – Jessicą. Prosi Ricka o przygotowanie eliksiru miłości. Ponieważ Jessica ma grypę, eliksir przenosi się drogą kropelkową, powodując, że cała populacja (z wyjątkiem rodziny) na ziemi zakochuje się w Mortym. Rick próbuje zrobić antidotum wykorzystując DNA modliszki, jednak nie udaje mu się, przez co wszyscy ludzie dotknięci chorobą zmieniają się w modliszki ludzkich rozmiarów. Próbuje ich wyleczyć innym lekarstwem, lecz wtedy modliszki zmieniają w potwory zwane "Cronenbergami" (nawiązanie do słynnego reżysera body horrorów Davida Cronenberga. W międzyczasie Jerry podejrzewa Beth o romans w pracy. Ostatecznie Rick i Morty przenoszą się do jednego z kilku alternatywnych wymiarów, w których on i Morty zmarli chwilę po tym, jak Rick wynalazł działające lekarstwo na zarazę. Rick i Morty grzebią ciała swoich odpowiedników z tego świata i zamieszkują w nim na stałe. Scena po napisach: Jerry, Beth i Summer są szczęśliwi, że zostali sami, jako jedyna normalna ludzka rodzina w swoim post-apokaliptycznym zmutowanym świecie. Tymczasem Rick i Morty z innego wymiaru, w którym sami są "Cronenbergami", przenoszą się do tego, post-apokaliptycznego świata, by żyć w świecie, w którym nie różnią się od innych ludzi. |                          |                                      |                                     | |                             |                  |                  |
| 7 | 7                        | Raising Gazorpazorp                  | Bobas z innej planety               | Jeff Myers | Eric Acosta Wade Randolph   | 10 marca 2014    | 27 sierpnia 2016 |
| W kosmicznym lombardzie Rick kupuje Morty'emu seks-robota. Po czasie robot rodzi obce hybrydowe dziecko, które Morty nazywa Morty Junior. Rick i Summer udają się na rodzimą planetę seks-robota Gazorpazorpię. Po przybyciu odkrywają, że planetą żądzą Gazorpazorpianki. Aresztują one Ricka z powodu jego otwartej mizoginii. Tymczasem Morty próbuje wychować syna tak, aby nie nabrał agresywnych instynktów. Izolacja powoduje, że Morty Junior staje się zbuntowany. Scena po napisach: Morty Junior bierze udział w talk-show, aby porozmawiać z napisanej przez siebie książce "Mój okrutny ojciec". |                          |                                      |                                     | |                             |                  |                  |
| 8 | 8                        | Rixty Minutes                        | R jak Rick                          | Bryan Newton | Tom Kauffman Justin Roiland | 17 marca 2014    | 27 sierpnia 2016 |
| Podczas rodzinnego oglądania programu "Kawaler do wzięcia", Rick okazuje niezadowolenie poziomem ziemskiej telewizji. Modernizuje więc dekoder, aby można teraz było oglądać programy z każdego możliwego wymiaru. Podczas oglądania dochodzi do różnych rodzinnych wyznań między Beth, Jerrym i Summer. Scena po napisach: Rodzina jedzie do alternatywnej rzeczywistości, w której chomiki mieszkają w ludzkich odbytnicach. |                          |                                      |                                     | |                             |                  |                  |
| 9 | 9                        | Something Ricked This Way Comes      | Idź do diabła                       | John Rice | Mike McMahan                | 24 marca 2014    | 27 sierpnia 2016 |
| Summer zaczyna pracę w sklepie z antykami prowadzonym przez Diabła. Okazuje się, że sprzedawane antyki są przeklęte. Rick zakłada konkurencyjną firmę, gdzie usuwa szkodliwe klątwy, przez co firma Diabła upada. Summer pomaga mu więc założyć odnoszącą sukcesy firmę, z której zostaje wykluczona. Tymczasem Jerry pomagając Morty'emu w odrabianiu lekcji upiera się przy tym, aby Pluton został nazwany planetą. Scena po napisach: Umięśnieni Rick i Summer biją m.in. neonazistę oraz łobuza. |                          |                                      |                                     | |                             |                  |                  |
| 10 | 10                       | Close Rick-counters of the Rick Kind | Bliskie spotkania Rickowego stopnia | Stephen Sandoval | Ryan Ridley                 | 7 kwietnia 2014  | 27 sierpnia 2016 |
| Rick zostaje niesłusznie oskarżony o zabójstwo dwudziestu siedmiu Ricków z alternatywnych wymiarów i porwanie ich Morty'ch. Ci uciekają, zaś dom Smithów zostaje przejęty przez Ricków z Międzywymiarowej Rady Ricków, gdzie Jerry zaprzyjaźnia się z Głąbem-Rickiem. Rick znajduje prawdziwego zabójcę i informuje o tym Radę oczyszczając tym samym swoje imię. Po odejściu Ricka i Morty'ego Rada odkrywa, że Zły Rick był w rzeczywistości pod kontrolą nieznanego mistrza marionetek, którym był cały czas Zły Morty. Scena po napisach: Jerry macha do Głąba-Ricka. |                          |                                      |                                     | |                             |                  |                  |
| 11 | 11                       | Ricksy Business                      | Ryzykowna gra                       | Stephen Sandoval | Ryan Ridley Tom Kauffman    | 14 kwietnia 2014 | 27 sierpnia 2016 |
| Jerry zabiera Beth na przygodę w rekonstrukcji Titanica, ale statek niespodziewanie nie tonie. Jerry spędza trochę czasu ze sprzątaczką Lucy, która okazuje się zagorzałą fanką filmu. Tymczasem Rick, Morty i Summer urządzają imprezę, na której znajdują się nastolatki i kosmici. Impreza wymyka się z pod kontroli i cały dom zostaje przeniesiony do innego wymiaru. Scena po napisach:Olbrzymie kosmiczne bestie wkładają i usuwają Abradolfa Lincolera (stworzony z DNA Hitlera i Lincolna) i nastolatka ze swoich ciał. |                          |                                      |                                     | |                             |                  |                  |

## Sezon drugi
| 12 | 1  | A Rickle in Time                        | Kwestia czasu                             | Wes Archer      | Matt Roller                             | 26 lipca 2015       | 27 sierpnia 2016 |
| Jest to kontynuacja ostatniego odcinka pierwszego sezonu. Rick, Morty i Summer spędzają sześć miesięcy na naprawie domu. Po odmrożeniu czasu trójka bohaterów ląduje w rozkładającym się wymiarze. Ich wymiar dzieli się za każdym razem, gdy jeden z bohaterów okazuje oznaki niepewności. Tymczasem Beth i Jerry jadąc samochodem potrącają jelenia i zabierają go do kliniki weterynaryjnej. Scena po napisach: Stworzenie zajmujące się liniami czasowymi wraz ze swoim przyjacielem pobili Alberta Einsteina, myląc go z Rickiem. To denerwuje Einsteina, więc opracowuje równanie E=mc2 |    |                                         |                                           |                 |                                         |                     |                  |
| 13 | 2  | Mortynight Run                          | Zdążyć przed Mortym                       | Dominic Polcino | David Phillips                          | 2 sierpnia 2015     | 27 sierpnia 2016 |
| Rick uczy Morty'ego pilotować latający samochód. Kiedy Rick odkrywa, że mają pasażera na gapę – Jerry'ego zostawia go w specjalnym przedszkolu zaprojektowanym dla Jerry'ch z innych wymiarów. Rick sprzedaje broń kosmicznemu zabójcy, który zamierza ją wykorzystać aby wyeliminować gazową istotę nazwaną przez Sancheza pierdem. Scena po napisach: Reklama promocyjna "Pikseli i Żetonów" z udziałem Ricka. |    |                                         |                                           |                 |                                         |                     |                  |
| 14 | 3  | Auto Erotic Assimilation                | Wielkie pochłanianie                      | Bryan Newton    | Ryan Ridley                             | 9 sierpnia 2015     | 27 sierpnia 2016 |
| Gdy Rick, Morty i Summer przeszukują uszkodzony statek kosmiczny trafiają na Jedność – byłą kochankę Ricka. Ta planuje zasymilować cały wszechświat. Na planecie, którą przejęła Jedność, ona i Rick urządzają imprezy. Summer twierdzi, że asymilacja jest nieetyczna, dopóki ona i Morty nie są świadkami tego jak mieszkańcy odzyskują świadomość i zaczynają wojnę rasową. Ostatecznie Jedność postanawia opuścić Ricka. Tymczasem Beth i Jerry znajdują podziemny pokój Ricka. Scena po napisach:Rick próbuje się skontaktować się z Jednością, ale zostaje zablokowany przez Beta 7.    |    |                                         |                                           |                 |                                         |                     |                  |
| 15 | 4  | Total Rickall                           | Pasożyty pamięci                          | Juan Meza-León  | Mike McMahan                            | 16 sierpnia 2015    | 27 sierpnia 2016 |
| Obcy pasożyt zasadza fałszywe wspomnienia w pamięci rodizny Smithów. Za każdym razem, gdy rodzina wspomina o kimś z przeszłości, pasożyty się rozmnażają. Rodzina nie jest w stanie odróżnić prawdziwych ludzi od obcych, więc Rick zamyka dom. Scena po napisach: Pan Kupkazpupki przechodzi fizykoterapię. |    |                                         |                                           |                 |                                         |                     |                  |
| 16 | 5  | Get Schwifty                            | Totalny zjazd                             | Wes Archer      | Tom Kauffman                            | 23 sierpnia 2015    | 27 sierpnia 2016 |
| Ogromna głowa kosmitów pojawia się nad Ziemią, żądając usłyszenia oryginalnej piosenki. Cała planeta zostaje uprowadzona i zmuszona do wzięcia udziału w pokazie talentów muzycznych. Tymczasem Jerry, Beth i Summer zaczynają wyznawać nietypowy kult religijny. Scena po napisach: Po powrocie na rodzinną planetę, ojciec Ice-T nagradza go, darując mu wygnanie. Tak więc Ice-T zmienia się w Water-T. |    |                                         |                                           |                 |                                         |                     |                  |
| 17 | 6  | The Ricks Must Be Crazy                 | Oni wszyscy są szaleni                    | Dominic Polcino | Dan Guterman                            | 30 sierpnia 2015    | 27 sierpnia 2016 |
| Latający pojazd Ricka nie chce się uruchomić, więc Rick i Morty wchodzą do akumulatora, który okazuje się miniaturowym światem. Tymczasem Summer czeka w pojeździe Scena po napisach: Morty niespodziewanie zamienia się w samochód. |    |                                         |                                           |                 |                                         |                     |                  |
| 18 | 7  | Big Trouble in Little Sanchez           | Nowe ciało, nowe kłopoty                  | Bryan Newton    | Alex Rubens                             | 13 września 2015    | 27 sierpnia 2016 |
| RIck przybiera ciało "Tyci-Ricka", przenosząc swój umysł do ciała klona nastolatka, aby wraz z Summer i Mortym móc zabić szkolnego wampira. Tymczasem Jerry i Beth udają się na obcą planetę, aby przejść terapię małżeńską. Scena po napisach: Główny wampir irytuje się faktem, że zabity wampir nazywał się "Feratu", co zdradza status wampira. |    |                                         |                                           |                 |                                         |                     |                  |
| 19 | 8  | Interdimensional Cable 2: Tempting Fate | Międzywymiarowa kablówka 2: kuszenie losu | Juan Meza-León  | Dan Guterman Ryan Ridley Justin Roiland | 20 września 2015    | 27 sierpnia 2016 |
| Jerry trafia do kosmicznego szpitala. I dostaje ofertę przeszczepu penisa na serce Krewetka Buldogula – największego obrońcy praw człowieka w galaktyce. Jerry początkowo się zgadza, jednak później stara się z tego wyjść. Tymczasem Beth, Summer, Rick i Morty oglądają Międzygalaktyczna kablówkę. Scena po napisach: Jerry próbuje zjeść kosmiczne płatki "Oczodoły", gdy atakuje go Oczodół-men. |    |                                         |                                           |                 |                                         |                     |                  |
| 20 | 9  | Look Who's Purging Now                  | Wielka czystka                            | Dominic Polcino | Dan Harmon Ryan Ridley Justin Roiland   | 27 września 2015    | 27 sierpnia 2016 |
| Rick i Morty odwiedzają inną planetę, aby kupić płyn do spryskiwaczy. Trafiają na przygotowania do corocznej czystki, gdzie raz w roku miejscowa ludność popełnia zbrodnie bez żadnych konsekwencji. Scena po napisach: Beth odkrywa, że Jerry zmarnował 700 dolarów dzwoniąc do Taddy'ego Masona. |    |                                         |                                           |                 |                                         |                     |                  |
| 21 | 10 | The Wedding Squanchers                  | Niewesołe wesele                          | Wes Archer      | Tom Kauffman                            | 4 października 2015 | 27 sierpnia 2016 |
| Rick i rodzina Smithów biorą udział w ślubie człeko-ptaka i Tammy. Na weselu okazuje się, że Tammy jest agentką Federacji i zabija człeko-ptaka. Rick zabiera rodzinę i bezpiecznie ucieka. Rick zostaje aresztowany, a jego rodzina powraca na ziemię, która przystąpiła do Federacji i jest pełna obcych turystów. Scena po napisach: Pan Kupkazpupki po obejrzeniu Niewesołego Wesela w Międzygalaktycznej telewizji pyta widzów, o to co ich zdaniem wydarzy się w kolejnym sezonie. |    |                                         |                                           |                 |                                         |                     |                  |

## Sezon trzeci
| 22 | 1  | The Rickshank Rickdemption              | W głąb wspomnień              | Juan Meza-León  | Mike McMahan                                                                    | 1 kwietnia 2017     | 5 listopada 2017 |
| Rick jest przesłuchiwany w więzieniu federalnym. Summer i Morty próbują go uratować, ale zostają schwytani przez Ricków z Cytadeli Ricków. Rick ucieka z więzienia i teleportuje całą Cytadelę do więzienia federalnego zaczynając tym bitwę. Federacja pogrąża się w chaosie i opuszcza Ziemię, a Rick z wnukami wracają do domu. Jerry daje Beth ultimatum, albo On, albo Rick. Beth wybiera Ricka. Scena po napisach:Tammy obserwuje odrodzenie Człeko-ptaka                            |    |                                         |                               |                 |                                                                                 |                     |                  |
| 23 | 2  | Rickmancing the Stone                   | Szmaragdowy obiekt pożądania  | Dominic Polcino | Jane Becker                                                                     | 30 lipca 2017       | 5 listopada 2017 |
| Rick zabiera wnuków do postapokaliptycznej wersji Ziemi, gdzie Summer zakochuje się w przywódcy grupy rodem z filmu Mad Max. Aby Beth niczego się nie domyśliła, Rick i Morty zastąpieni są przez androidy. Ta przygoda pozwala pogodzić się z rozwodem rodziców młodych Smithów. Scena po napisach: Gdy Jerry otrzymuje czek z zasiłku dla bezrobotnych, pojawia się wilk, który nakazuje mu oddanie czeku. Wilk zjada czek.                                                              |    |                                         |                               |                 |                                                                                 |                     |                  |
| 24 | 3  | Pickle Rick                             | Ogór Rick                     | Anthony Chun    | Jessica Gao                                                                     | 6 sierpnia 2017     | 5 listopada 2017 |
| Aby nie uczestniczyć z rodziną w terapii rodzinnej, Rick zamienia się w ogórka. Beth na złość ojcu zabiera antidotum. Rick ląduje w kanale ściekowym, gdzie musi zmierzyć się z karaluchami i szczurami, po czym nieświadomie dociera do agencji rządowej. Międzyczasie Beth, Summer i Morty uczestniczą w terapii razem z dr Wong. Scena po napisach: Jaguar – uratowany z rządowego więżenia przez Ricka odwdzięcza się uratowaniem głównych bohaterów.                                  |    |                                         |                               |                 |                                                                                 |                     |                  |
| 25 | 4  | Vindicators 3: The Return of Worldender | Obrońcy 3: Powrót Światokresa | Bryan Newton    | Sarah Carbiener Erica Rosbe                                                     | 13 sierpnia 2017    | 5 listopada 2017 |
| Pod naciskiem Morty'ego Rick zgadza się na przygodę z Obrońcami – międzygalaktycznymi super-obrońcami. Mają się zmierzyć z Światokresem, jednak Rick upija się przygotowuje dla wszystkich zagadki rodem z Piły. Morty rozwiązuje wszystkie zagadki, lecz zginęli prawie wszyscy superbohaterowie. Scena po napisach:Trybogłowy próbuje użyć kamizelki Obrońców, aby podrywać nastolatki. Jednak gdy atakują kosmici, ten ucieka.                                                          |    |                                         |                               |                 |                                                                                 |                     |                  |
| 26 | 5  | The Whirly Dirly Conspiracy             | Wirujące Drżenie              | Juan Meza-León  | Ryan Ridley                                                                     | 20 sierpnia 2017    | 5 listopada 2017 |
| Aby podnieść samoocenę Jerry'ego. Rick zabiera go na przygodę do kurortu otoczonego barierą nieśmiertelności. Tam Jerry spotyka Risotto Grupona, który wciąga Go w spisek przeciwko Rickowi. Tymczasem, Summer próbuje powiększyć sobie piersi jednym z wynalazków Ricka, ale wymyka się jej to z pod kontroli. Scena po napisach: Trzech pracowników, którzy uciekli z urządzenia do powiększania cieszy się emeryturą.                                                                   |    |                                         |                               |                 |                                                                                 |                     |                  |
| 27 | 6  | Rest and Ricklaxation                   | Detoks                        | Anthony Chun    | Tom Kauffman                                                                    | 27 sierpnia 2017    | 5 listopada 2017 |
| Po kilkudniowej przygodzie, która odcisnęła piętno na psychice Ricka i Morty'ego, bohaterowie postanawiają spędzić trochę czasu w kosmicznym SPA. W maszynie detoksykacyjnej oddzielają się jednak ich negatywne cechy osobowości, które uciekają z maszyny i chcą pozbyć się czystego Ricka. Czysty Morty zostaje natomiast maklerem giełdowym. Scena po napisach: Z maszyny detoksykacyjnej zostaje uwolniona Stacy – jedna z dziewcząt, którą poderwał czysty Morty.                    |    |                                         |                               |                 |                                                                                 |                     |                  |
| 28 | 7  | The Ricklantis Mixup                    | Przygoda na Atlantydzie       | Dominic Polcino | Dan Guterman Ryan Ridley                                                        | 5 listopada 2017    | 10 września 2017 |
| Rick i Morty udają się na Atlantydę. Cały odcinek zaś opowiada o Cytadeli pełnej Ricków i Morty'ch, gdzie ma miejsce kilka historii. Czworo Morty'ch udaje się do portalu spełniającego życzenia. Policjant Rick zostaje partnerem weterana policji Morty'ego. Jeden z Ricków buntuje się przeciwko wyzyskowi w jednej z firm. Zły Morty stara się o urząd prezydenta Cytadeli. Scena po napisach: Rick i Morty wracają z Atlantydy. Wnuk zastanawia się co mogło się wydarzyć w Cytadeli. |    |                                         |                               |                 |                                                                                 |                     |                  |
| 29 | 8  | Morty's Mind Blowers                    | Morty'ego Mózgorozjeby        | Bryan Newton    | Mike McMahan James Siciliano Ryan Ridley Dan Guterman Justin Roiland Dan Harmon | 17 września 2017    | 5 listopada 2017 |
| Po tym jak Morty prosi Ricka o usunięcie traumatycznego wspomnienia, ten ujawnia pokój, w którym przechowywał wszystkie usunięte wspomnienia. Doszło do bójki między bohaterami, której skutkiem była utrata pamięci u obu z nich. Morty stara się odzyskać pamięć ładując wszystkie wspomnienia znajdujące się w pokoju. Scena po napisach: Jerry odkrywa pudełko ze wspomnieniem, jak przypadkowo spowodował śmierć obcego.                                                              |    |                                         |                               |                 |                                                                                 |                     |                  |
| 30 | 9  | The ABC's of Beth                       | Propozycja dla Beth           | Juan Meza-León  | Mike McMahan                                                                    | 24 września 2017    | 5 listopada 2017 |
| Rick i Beth wchodzą do Pućkoladni – krainy stworzonej specjalnie dla młodej Beth. Chcą odnaleźć Tommy'ego – przyjaciela z dzieciństwa Beth, tym samym ocalić ojca Tommy'ego przed egzekucją. Tymczasem Jerry przedstawia dzieciom swoją nową dziewczynę. Scena po napisach:Automatyczna sekretarka Jerry'ego odtwarza zapisane wiadomości |    |                                         |                               |                 |                                                                                 |                     |                  |
| 31 | 10 | The Rickchurian Mortydate               | Selfie w Białym Domu          | Anthony Chun    | Dan Harmon                                                                      | 1 października 2017 | 5 listopada 2017 |
| Prezydent prosi bohaterów, aby ci pozbyli się potwora z tuneli pod Białym Domem. Robią to bez najmniejszego trudu, po czym wracają do gry w Minecraft. Sytuacja kończy się bójką w Białym Domu. W międzyczasie Beth, obawiając się, że jest klonem stworzonym przez Ricka, udaje się do Jerry'ego aby dowiedzieć się prawdy. Scena po napisach: Pan Kupkazdupki, przeprasza, że nie pojawił się w sezonie, ponieważ ożenił się i ma syna.                                                  |    |                                         |                               |                 |                                                                                 |                     |                  |

## Sezon czwarty
| 32 | 1  | Edge of Tomorty: Rick Die Rickpeat        | Na skraju juRicka: Żyj, giń, poMortuj | Erica Hayes   | Mike McMahan              | 10 listopada 2019 | 22 grudnia 2019 |
| Rick zabiera Morty'ego na obcą planetę, aby zbierać kryształy śmierci. Kryształy pokazują wszystkie możliwe przyszłe zgony. Morty zauważa, że jedną z możliwości jest śmierć w objęciach Jessiki, więc podejmuje takie działania, które pozwolą dotrzeć do takiej śmierci (skutkuje to także śmiercią Ricka). Tymczasem świadomość Ricka zostaje skierowana do alternatywnych faszystowskich rzeczywistości. Scena po napisach: Morty podsłuchuje jak Jessica opowiada koleżankom, o swoich planach pracy w hospicjum i opieką nad umierającymi. |    |                                           |                                       |               |                           |                   |                 |
| 33 | 2  | The Old Man and the Seat                  | Stary człowiek i może miłość          | Jacob Hair    | Michael Waldron           | 17 listopada 2019 | 22 grudnia 2019 |
| Rick wychodzi z domu i udaje się do swojej prywatnej toalety mieszczącej się na innej planecie. Tam odkrywa, że ktoś niepowołany korzystał z jego toalety i próbuje zemścić się na tej osobie. Tymczasem Jerry zakłada aplikację randkową, która odwracała uwagę ludzkości podczas inwazji na Ziemię. Morty i Jerry próbuję temu zapobiec. Scena po napisach: Jerry wypija płyn pokazujący najgłębsze pragnienie pijącego. |    |                                           |                                       |               |                           |                   |                 |
| 34 | 3  | One Crew over the Crewcoo's Morty         | Lot nad Rickułczą ekipą               | Bryan Newton  | Caitie Delaney            | 24 listopada 2019 | 22 grudnia 2019 |
| Rick i Morty eksplorują grobowiec kosmitów. Jednak w głównym grobowcu dowiadują się, że ubiegł ich złodziej-artysta Miles Knightly. Rick musi zebrać załogę aby dostać się na jego konwent. Scena po napisach:Rick przyznaje się panu Kupkazdupki, że zapłacił studentom za atak na niego. |    |                                           |                                       |               |                           |                   |                 |
| 35 | 4  | Claw and Hoarder: Special Ricktim's Morty | Pazur i Mortrządek: Sekcja smocjalna  | Anthony Chun  | Jeff Loveness             | 8 grudnia 2019    | 22 grudnia 2019 |
| Rick zawiera umową z czarodziejem, aby dać Morty'emu smoka. Jednak sam po jakimś czasie nawiązuje więź duszy ze smokiem. Rick, Morty i Summer trafiają do krainy smoków, gdzie muszą stoczyć walkę z czarodziejem. Tymczasem Jerry zaprzyjaźnia się z gadającym kotem i udają się na Florydę. Scena po napisach: Gadający kot spotyka się ze smokiem i pyta go, czy chce lecieć na Florydę. |    |                                           |                                       |               |                           |                   |                 |
| 36 | 5  | Rattlestar Ricklactica                    | Rattlestar Ricklactica                | Jacob Hair    | James Siciliano           | 15 grudnia 2019   | 22 grudnia 2019 |
| Rick wprowadza Jerry'ego w stan nieważkości a jego buty stają się cięższe od powietrza, aby ten nie zrobił sobie krzywdy podczas wieszania lampek choinkowych. Jednak ten traci but i odlatuje w dal. Podczas podróży kosmicznej statek Ricka "łapie gumę" i bohater stara się go naprawić. Morty nie słuchając dziadka wychodzi z pojazdu i zostaje ukąszony przez kosmicznego węża. Scena po napisach: Wyjaśnione zostaje dlaczego Morty miał podbite oko.                                                                                     |    |                                           |                                       |               |                           |                   |                 |
| 37 | 6  | Never Ricking Morty                       | Nierickujące opowieści Morty'ego      | Erica Hayes   | Jeff Loveness             | 3 maja 2020       | 10 czerwca 2020 |
| Rick i Morty znajdują się na pokładzie pociągu opowieści, w którym pasażerowie opowiadają sobie historie o Ricku. Scena po napisach: Reklama pociągu opowieści. |    |                                           |                                       |               |                           |                   |                 |
| 38 | 7  | Promortyus                                | Promorteusz                           | Bryan Newton  | Jeff Loveness             | 10 maja 2020      | 10 czerwca 2020 |
| Rick i Morty dowiadują się, że są kontrolowani przez pasożyty i że statek Ricka ma być użyty do zasilenia superbroni, która rozprzestrzeni pasożyty na Ziemię. Bohaterowie uciekają z planety, aby za chwilę na nią wrócić, gdyż okazało się, że zapomnieli wziąć ze sobą Summer, która okazała się być czczona jak bogini. Scena po napisach: Przyjaciółka Summer, Tricia wyraża zainteresowanie Jerrym. |    |                                           |                                       |               |                           |                   |                 |
| 39 | 8  | The Vat of Acid Episode                   | Odcinek z kadzią z kwasem             | Jacob Hair    | Jeff Loveness Albro Lundy | 17 maja 2020      | 10 czerwca 2020 |
| Podczas wymiany klejnotów, Rick i Morty fingują swoją śmierć skacząc do kadzi wypełnionej fałszywym kwasem. Gangsterzy zamiast odejść czuwają przy kadzi irytując tym Morty'ego, który zabija ich pistoletem Ricka. Następnie Morty prosi Ricka o stworzenie pilota z punktem zapisu. Scena po napisach: Policjant, który uwierzył, że jest odporny na kwas ginie w kadzi prawdziwego kwasu. |    |                                           |                                       |               |                           |                   |                 |
| 40 | 9  | Childrick of Mort                         | Zamortyzowana cywirickacja            | Kyounghee Lim | James Siciliano           | 24 maja 2020      | 10 czerwca 2020 |
| Gdy Jerry zabiera rodzinę na biwak, Rick odbiera telefon od Gai, która informuje go, że zaszła w ciążę. Beth wywiera presję na ojcu, że chce poznać swoje rodzeństwo. Na miejscu okazuje się, że Gaja to czująca planeta. Jerry zabiera dzieci na pustkowie aby pokazać na czym polega biwak, zaś Beth i Rick organizują społeczeństwo złożone z dzieci Gai. Scena po napisach: Rick przegląda w internecie ofert innych planet, nieświadom, że przygląda mu się Summer.                                                                         |    |                                           |                                       |               |                           |                   |                 |
| 41 | 10 | Star Mort Rickturn of the Jerri           | Skymorter. Odrickdzenie               | Erica Hayes   | Anne Lane                 | 31 maja 2020      | 10 czerwca 2020 |
| Klon Beth (albo ona sama) prowadzi rebelię przeciwko nowej i ulepszonej Federacji Galaktycznej. Ziemska Beth udaje się z Jerrym do poradni dr Wong, zaś Summer i Morty walczą o pas niewidzialności. Wkrótce na ziemię docierają wojska Federacji. Scena po napisach: Jerry wyrzuca pas niewidzialności do śmieci, powodując zniknięcie śmieciarki. |    |                                           |                                       |               |                           |                   |                 |

## Sezon piąty
| N/o | #  | Tytuł                                        | Polski tytuł                               | Reżyseria      | Scenariusz                 | Premiera        | Premiera w Polsce (na HBO GO) |
| --- | -- | -------------------------------------------- | ------------------------------------------ | -------------- | -------------------------- | --------------- | ----------------------------- |
| 42  | 1  | Mort Dinner Rick Andre                       | Otwieram wino                              | Jacob Hair     | Jeff Loveness              | 20 czerwca 2021 | 21 czerwca 2021               |
| 43  | 2  | Mortyplicity                                 | Mortiplayer                                | Lucas Gray     | Albro Lundy                | 27 czerwca 2021 | 28 czerwca 2021               |
| 44  | 3  | A Rickconvenient Mort                        | Rickowy ćparaton                           | Juan Meza-Léon | Rob Schrab                 | 4 lipca 2021    | 5 lipca 2021                  |
| 45  | 4  | Rickdependence Spray                         | Amortykańskie Grickfitti                   | Erica Hayes    | Nick Rutherford            | 11 lipca 2021   | 12 lipca 2021                 |
| 46  | 5  | Amortycan Grickfitti                         | Spuścizna Ricka                            | Kyounghee Lim  | Anne Lane                  | 18 lipca 2021   | 19 lipca 2021                 |
| 47  | 6  | Rick & Morty's Thanksploitation Spectactular | Eksploatacja Dziękczynna Ricka i Morty'ego | Douglas Olsen  | James Siciliano            | 25 lipca 2021   | 26 lipca 2021                 |
| 48  | 7  | Gotron Jerrysis Rickvangelion                | Gotron Jerrysis Rickvangelion              | Jacob Hair     | John Harris                | 1 sierpnia 2021 | 2 sierpnia 2021               |
| 49  | 8  | Rickternal Friendshine of The Spotless Mort  | Zarickany bez Mortnięci                    | Erica Hayes    | Albro Lundy                | 8 sierpnia 2021 | 9 sierpnia 2021               |
| 50  | 9  | Forgetting Sarick Mortshall                  | Memento Morty                              | Kyounghee Lim  | Siobhan Thompson           | 5 września 2021 | 6 września 2021               |
| 51  | 10 | Rickmurai Jack                               | Ostatni Rickmuraj                          | Jacob Hair     | Jeff Loveness Scott Marder | 5 września 2021 | 6 września 2021               |

## Sezon szósty
| N/o | #  | Tytuł                                    | Polski tytuł                  | Reżyseria           | Scenariusz            | Premiera            | Premiera w Polsce (na HBO Max) |
| --- | -- | ---------------------------------------- | ----------------------------- | ------------------- | --------------------- | ------------------- | ------------------------------ |
| 52  | 1  | Solaricks                                | Solaricks                     | Jacob Hair          | Albro Lundy           | 4 września 2022     | 5 września 2022                |
| 53  | 2  | Rick: A Mort Well Lived                  | Rick: Dobrze zMortowane Życie | Kyounghee Lim       | Alex Rubens           | 11 września 2022    | 12 września 2022               |
| 54  | 3  | Bethic Twinstinct                        | Bliźniaczo nagi instynkt      | Douglas Einar Olsen | Anne Lane             | 18 września 2022    | 19 września 2022               |
| 55  | 4  | Night Family                             | Nocna rodzina                 | Jacob Hair          | Rob Schrab            | 25 września 2022    | 26 września 2022               |
| 56  | 5  | Final DeSmithation                       | Oszukać PrzeSmithczenie       | Douglas Einar Olsen | Heather Anne Campbell | 2 października 2022 | 3 października 2022            |
| 57  | 6  | Juricksic Mort                           | Park MortRickski              | Kyounghee Lim       | Nick Rutherford       | 9 października 2022 | 10 października 2022           |
| 58  | 7  | Full Meta Jackrick                       | Full Metal Jackrick           | Lucas Gray          | Alex Rubens           | 20 listopada 2022   | 21 listopada 2022              |
| 59  | 8  | Analyze Piss                             | Siusianaliza                  | Fill Marc Sagadraca | James Siciliano       | 27 listopada 2022   | 28 listopada 2022              |
| 60  | 9  | A Rick in King Mortur's Mort             | Rick na dworze Króla Mortura  | Jacob Hair          | Anne Lane             | 4 grudnia 2022      | 5 grudnia 2022                 |
| 61  | 10 | Ricktional Mortpoon's Rickmas Mortcation | Mortpowieść Rickwilljna       | Kyounghee Lim       | Scott Marder          | 11 grudnia 2022     | 12 grudnia 2022                |

## Sezon siódmy
| N\o | #  | Tytuł                              | Polski tytuł                         | Reżyseria     | Scenariusz                  | Premiera             | Premiera w Polsce (na HBO Max) |
| --- | -- | ---------------------------------- | ------------------------------------ | ------------- | --------------------------- | -------------------- | ------------------------------ |
| 62  | 1  | How Poopy Got His Poop Back        | Jak Pan Kupka odzyskał Kupkę w Pupce | Lucas Gray    | Nick Rutherford             | 15 października 2023 | 16 października 2023           |
| 63  | 2  | The Jerrick Trap                   | Pułapka Jerricka                     | Kyounghee Lim | Albro Lundy James Siciliano | 22 października 2023 | 23 października 2023           |
| 64  | 3  | Air Force Wong                     | Air Force Wong                       | Jacob Hair    | Alex Rubens                 | 29 października 2023 | 30 października 2023           |
| 65  | 4  | That's Amorte                      | To właśnie Mortość                   | Lucas Gray    | Heather Anne Campbell       | 5 listopada 2023     | 6 listopada 2023               |
| 66  | 5  | Unmortricken                       | Bez Przemortrickczenia               | Jacob Hair    | Albro Lundy James Siciliano | 12 listopada 2023    | 13 listopada 2023              |
| 67  | 6  | Rickfending Your Mort              | W Rickbronie Żymorcia                | Jacob Hair    | Cody Ziglar                 | 19 listopada 2023    | 20 listopada 2023              |
| 68  | 7  | Wet Kuat Amortican Summer          | Wet Kuat Amortican Summer            | Kyounghee Lim | Alex Song-Xia               | 26 listopada 2023    | 27 listopada 2023              |
| 69  | 8  | Rise of the Numbericons: The Movie | Powstanie Numerickonów: Film         | Lucas Gray    | Rob Schrab                  | 3 grudnia 2023       | 4 grudnia 2023                 |
| 70  | 9  | Mort: Ragnarick                    | Mort: Ragnarick                      | Kyounghee Lim | Jeremy Gilfor Scott Marder  | 10 grudnia 2023      | 11 grudnia 2023                |
| 71  | 10 | Fear No Mort                       | Bez Mortrwogi w sercu                | Eugene Huang  | Heather Anne Campbell       | 17 grudnia 2023      | 18 grudnia 2023                |